# Joachim Rücker
Joachim Rücker (* 30. května 1951 Schwäbisch Hall) je německý diplomat a politik (SPD). V současnosti[kdy?] zastává funkci vedoucího mise OSN v Kosovu (plný titul funkce Special Representative of the Secretary General at the United Nations Mission in Kosovo).
Rücker pracuje od 70. let v diplomatických službách Německa, na začátku 90. let byl zahraničněpolitický poradce SPD, 1993-2001 pracoval jako starosta města Sindelfingen, poté se znovu angažuje v diplomatických službách.